# تپه میر جمال ۹
تپه میر جمال ۹ مربوط به سده‌های میانه دوران‌های تاریخی پس از اسلام است و در شهرستان زابل، بخش میانکنگی، دهستان قرقری، ۱/۳۷ کیلومتری شمال روستای میر جمال واقع شده و این اثر در تاریخ ۲۷ اسفند ۱۳۸۶ با شمارهٔ ثبت ۲۲۶۷۵ به‌عنوان یکی از آثار ملی ایران به ثبت رسیده‌است.